# Peter Mundy
Peter Mundy (fl. 1597-1667) fue un comerciante, viajero y escritor británico del siglo XVII. Fue el primer británico en registrar, en su Itinerarium Mundi ('Itinerario del mundo'), la degustación del Chaa (té) en China y viajó extensamente por Asia, Rusia y Europa.

## Vida
Mundy viene de Penryn en el sur de Cornualles. En 1609 acompañó a su padre, un comerciante de sardinas a Ruan a través del Canal de la Mancha en Normandía, y luego fue enviado a Gascuña para aprender francés. En mayo de 1611 fue un grumete en un barco mercante, y gradualmente ascendió hasta convertirse en un marinero independiente. 

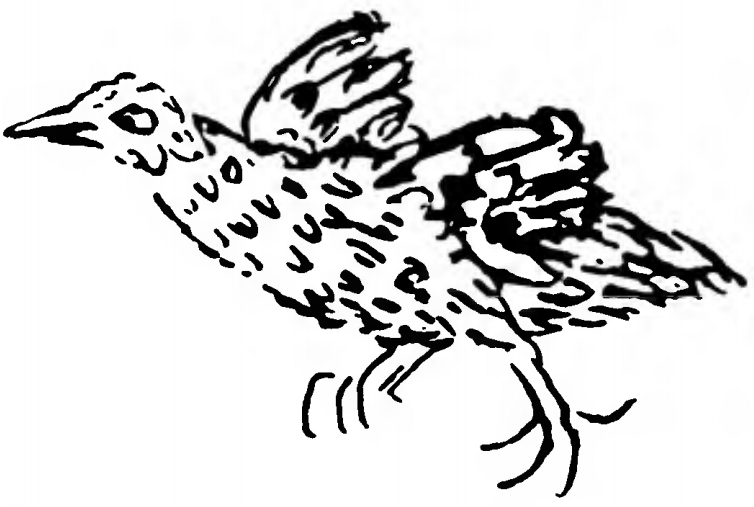
Dibujo de Mundy del Mundia elpenor, ahora extinto

Visitó Constantinopla, regresó a Londres y viajó por tierra a través de Bulgaria, Sarajevo, Split, Venecia, Chambéry y París con el embajador inglés Paul Pindar, luego hizo un viaje a España como empleado de Richard Wyche. Después de la muerte de Wyche y de pasar un breve período en el negocio familiar Pilchard, regresó a Londres y obtuvo un empleo, debido a sus habilidades lingüísticas, experiencia de viaje y su relación con Pindar, con la Compañía Británica de las Indias Orientales con un salario de 25 libras. El 6 de marzo de 1628 partió de Blackwall hacia Surat (India), a donde llegó el 30 de septiembre de 1628. En noviembre de 1630 viajó a Agra y permaneció allí hasta el 17 de diciembre de 1631, cuando se dirigió a Patna en las fronteras de Bengala. Regresó a Agra, luego a Surat y, dejando esta última en febrero de 1634, llegó a Dover el 9 de septiembre de 1634. Esta parte de sus viajes está contenida en el Harleian MS. 2286, y en el Addit. MSS. 19278–80. 
Como pescador y marinero, es probable que haya hablado al menos algo de Cornualles y galés, visitando Gales (y escalando Ysgyryd Fawr) en 1639, donde señaló que "algunos de la clase media o más pobres entienden algo de inglés".
Hizo nuevos viajes a la India, China y Japón, cuando partió de Downs el 14 de abril de 1636. Sus diarios registran que los chinos le sirvieron "Chaa" (té) y que degustaron chocolate a bordo de un barco mercante español. Sus diarios terminan de manera algo abrupta, pero un manuscrito de la colección Rawlinson en la Biblioteca Bodleian continúa la narrativa de su vida, pasando muchos años viviendo en la ciudad libre de Hansa de Danzig, la moderna Gdańsk, que incluye viajes a Dinamarca, Prusia y Rusia, que duró desde 1639 hasta 1648. El propio Mundy hizo los dibujos para el volumen y trazó sus rutas en rojo en los mapas de Hondius. 
En 1663 declaró que sus días de viaje habían terminado y se retiró a Falmouth, sus diarios registran su propio cálculo de la distancia que había recorrido en sus muchos viajes como 162 276 km. Sus manuscritos se perdieron durante casi 300 años y luego fueron publicados por la Hakluyt Society. 
La historia de Philip Marsden sobre Falmouth, The Leveling Sea, publicada en 2011, ofrece un breve relato de la vida de Peter Mundy en las páginas 131–137. 
También dejó la descripción más antigua del Musaeum Tradescantianum.